# Fekete sügér
A fekete sügér (Micropterus dolomieu) a sugarasúszójú halak (Actinopterygii) osztályának sügéralakúak (Perciformes) rendjébe, ezen belül a díszsügérfélék (Centrarchidae) családjába tartozó faj. Nagy gazdasági értékkel bíró hal, mely észak-amerikai élőhelyén kívül a világ számos pontjára elkerült és a horgászok kedvence lett.
A Micropterus csontoshal-nem típusfaja.

## Előfordulása
A fekete sügér az Amerikai Egyesült Államok és Kanada tiszta és hideg vizű nagyobb folyóiban és tavaiban őshonos. Előfordul a Hudson-öböltől a Szent Lőrinc-folyótól és a Nagy-tavaktól délre a Mississippi vízgyűjtő rendszerében egészen Québectől - Észak-Dakotáig, délen Észak Alabamáig és nyugaton Oklahomáig. A telepítések következtében azonban az Észak-Amerikai földrészen jelentősen bővült az élettere. Gazdasági hasznot hozhat sikeres tenyésztőjének ezért a világ számos más részére akklimatizálták, így Európa több országában megtalálható és telepített horgászvízekben Magyarországon is előfordulhat.

## Megjelenése
A hal testhossza 8-40 centiméter, legfeljebb 69 centiméter. Növekedése Magyarországon nem mondható gyorsnak, tömege legfeljebb két kilogrammot érhet el. Eredeti élőhelyén 5,410 kilogrammos is lehet. A fekete sügér teste orsó alakú, oldalról erősen lapított, az öregebb példányok háta valamivel magasabb. Nagy feje a teljes hossz több mint egynegyedét teszi ki. Felső állkapcsa a szem alá ér. 72-78 fésűs pikkelye van az oldalvonal mentén. Hátúszóját egy bevágás csaknem kettéosztja (10 tüskés és 13-15 lágy sugarú), az elülső rész alacsonyabb, mint a hátulsó. A farok alatti úszója 3 tüskés és 10-12 lágy sugarú. A hasúszókat bőr köti össze. Farokúszója kissé kimetszett. Háta olajzöld; oldalai világosabbak, sárgászöldek, sötét, felhő alakú foltokkal és rövid keresztsávokkal. Hasa fehéres. Fején sötét pontok és rézsútos csíkok vannak. Az idősebb példányok sötétek, egyszínűek. Színük a szürkészöldtől a feketésig terjed. 31-32 csigolyája van.

## Életmódja
Rablóhal, tápláléka gerinctelen állatok és kis halak. Élőhelye a nem túl mély, jól felmelegedő tavak és a lassú folyóvizek. Revírjéhez hű, helyhez kötött halfaj, gyökerek és kövek közé rejtőzve les zsákmányára. A 10-30 °C-fok közötti hőmérsékletű vízben él. A nála nagyobb halak és teknősök táplálékául szolgálhat. A nagyobb fekete sügér példányok felfalhatják a kisebb fajtársakat.
Legfeljebb 26 évig él.

## Szaporodása
Ivarérettségét hároméves korára éri el. Május-júniusban ívik. A hím a kavicsos mederben sekély gödröt kapar, a ragadós, körülbelül 1 milliméter átmérőjű ikrák (1200-1600 nősténykilogrammonként) a fészek aljára tapadnak. A kelési idő 8-10 nap (16-18 Celsius-fok vízhőmérsékletnél). A pár őrzi és gondozza az ikrákat és az ivadékot.

## Galéria
|  |  |  |

### Internetes leírások a fekete sügérről
- A taxon adatlapja az ITIS adatbázisában. Integrated Taxonomic Information System. (Hozzáférés: 2012. január 1.)
- Black Bass Micropterus dolomieu Lacepède, 1802. BioLib.cz. (Hozzáférés: 2012. január 1.)
- Micropterus dolomieu Smallmouth bass (angol nyelven). Encyclopedia of Life. (Hozzáférés: 2012. január 1.)
- Micropterus dolomieu Lacepède, 1802 (angol nyelven). uBio. (Hozzáférés: 2012. január 1.)
- Micropterus dolomieu Lacepède, 1802. WoRMS World Register of Marine Species. (Hozzáférés: 2012. január 1.)
- Micropterus dolomieu. The Taxonomicon. (Hozzáférés: 2012. január 1.)
- Micropterus dolomieu smallmouth bass. ADW Animal Diversity Web. (Hozzáférés: 2011. november 26.)